# Río Somme
El río Somme es un río del norte de Francia que da su nombre al departamento homónimo. Con una longitud de 245 km, desemboca en el canal de la Mancha. Su nombre procede de la palabra celta "Somme", que significa tranquilidad.
En 1770 se inicia la construcción del canal del Somme, que fue terminado en 1843 con una longitud de 156 km.

## Eventos históricos
- El Somme se hizo famoso por la batalla del Somme, en la Primera Guerra Mundial en 1916.
- Cerca del río se estrelló el piloto alemán de la Primera Guerra Mundial Manfred von Richthofen, conocido como el Barón Rojo el 21 de abril de 1918 al ser alcanzado por una bala.
- El ejército de Eduardo III cruzó el río en 1346 en la batalla de Blanchetaque, culminando la campaña en la batalla de Crécy.
- El cruce del río también figuró prominentemente en la campaña que llevó a la batalla de Agincourt unos 501 años antes de la batalla de 1916.
- En 1636, el ejército de Flandes, invadió el norte de Francia amenazando Paris, tras atravesar el río derrotando al ejército de Luis XIII.
- Las grandes batallas que finalmente pararon el avance alemán en la ofensiva de la primavera de 1918 fueron luchadas en el valle del Somme en lugares como Villers Bretonneux, lo que marcó el principio del fin de la guerra.
- En materia de prehistoria, Jacques Boucher de Perthes, un joven aficionado a la búsqueda en el cauce del río Somme, encontró restos de animales distintos a los ya conocidos en Europa a finales del siglo XIX, este hallazgo alimentó las teorías eclesiásticas sobre el diluvio universal, aunque más tarde Boucher de Perthes encontró restos de lo que parecían hachas de piedra, lo cual dio lugar al desmoronamiento de estas teorías. Aunque Buffon, dio el primer paso para la destrucción de la anterior creencia bíblica y más adelante Darwin aportó sus teorías sobre la evolución, Boucher de Perthes, es considerado todo un visionario.
- De acuerdo a la tradición católica, San Quintín fue martirizado en el siglo III, sus restos fueron arrojados al río Somme y recuperados años más tarde en el lugar donde se construyó una basílica en su honor, la basílica de Saint-Quentin.

## Departamentos y ciudades que atraviesa
- Aisne: San Quintín
- Somme: Ham, Péronne, Corbie, Amiens, Abbeville, Saint-Valéry-sur-Somme, Le Crotoy

## Principales afluentes
- Margen izquierda del río: Omignon, Hallue, Nièvre, Scardon.
- Margen derecha del río: Avre, Selle, Saint-Landon, Airaine, Ambroise, Ancre.